# Petit-duc à front blanc
Otus sagittatus
Espèce
Statut de conservation UICN

 VU A2c+3c+4c;C2a(i) : Vulnérable
Statut CITES
Le Petit-duc à front blanc (Otus sagittatus) est une espèce de rapaces nocturnes appartenant à la famille des Strigidae.

## Répartition et habitat
C'est un oiseau mal connu vivant en Asie du Sud-Est au sud de la Birmanie, au sud de la Thaïlande et en Malaisie.
Il vit dans les forêts tropicales humides de plaines et de montagnes jusqu'à 700 m d'altitude, dans la chaîne Tenasserim, dans un habitat qui est rapidement détruit. Il dépend de la plaine et des forêts des contreforts. 

## Description
Le petit-duc à front blanc mesure de 25 à 28 cm de long et pèse de 110 à 140 g.
On estime sa population entre 2 500 et 10 000 individus.